# Osteocephalus
Osteocephalus é um gênero de anfíbios da família Hylidae.
As seguintes espécies são reconhecidas:
- Osteocephalus alboguttatus (Boulenger, 1882)
- Osteocephalus buckleyi (Boulenger, 1882)
- Osteocephalus cabrerai (Cochran & Goin, 1970)
- Osteocephalus cannatellai Ron, Venegas, Toral, Read, Ortiz & Manzano, 2012
- Osteocephalus carri (Cochran & Goin, 1970)
- Osteocephalus castaneicola Moravec, Aparicio, Guerrero-Reinhard, Calderón, Jungfer & Gvodík, 2009
- Osteocephalus deridens Jungfer, Ron, Seipp & Almendáriz, 2000
- Osteocephalus duellmani Jungfer, 2011
- Osteocephalus festae (Peracca, 1904)
- Osteocephalus fuscifacies Jungfer, Ron, Seipp & Almendáriz, 2000
- Osteocephalus helenae (Ruthven, 1919)
- Osteocephalus heyeri Lynch, 2002
- Osteocephalus leoniae Jungfer & Lehr, 2001
- Osteocephalus leprieurii (Duméril & Bibron, 1841)
- Osteocephalus mimeticus (Melin, 1941)
- Osteocephalus mutabor Jungfer & Hödl, 2002
- Osteocephalus oophagus Jungfer & Schiesari, 1995
- Osteocephalus planiceps Cope, 1874
- Osteocephalus subtilis Martins & Cardoso, 1987
- Osteocephalus taurinus Steindachner, 1862
- Osteocephalus verruciger (Werner, 1901)
- Osteocephalus vilarsi (Melin, 1941)
- Osteocephalus yasuni Ron & Pramuk, 1999